# Gamlas
Gamlas (fi. Kannelmäki) är en stadsdel med järnvägsstation i Kårböle distrikt i Helsingfors stad. Stadsdelen avgränsas av Rutiån till norr och väst, Tavastehusleden till öst och Ring 1 till söder. 
Gamlas ligger vid Vandaforsbanan och man tar sig in till Helsingfors centrum med tåg på 13 minuter. Stadsdelen började byggas på 1950-talet, men byggnadstakten ökade markant när Vandaforsbanan öppnade år 1975. Gatunamnen i Gamlas bygger på teman som musik och Österbottens socknar. 
Gamlas fick sitt namn från gården Gamlas som tidigare fanns i området. När staden beslöt att använda översättningen av Gamlas som det finska namnet på stadsdelen, Vanhainen, så väckte det protester bland befolkningen och namnet blev istället Kannelmäki (sv. "Kanteleberget") på finska år 1959. 
Största delen av tjänsterna i Gamlas finns runt Gamlas järnvägsstation, Cittertorget samt år 2013 öppnade Köpcentret Kaari och dess närliggande område.    

## Externa länkar

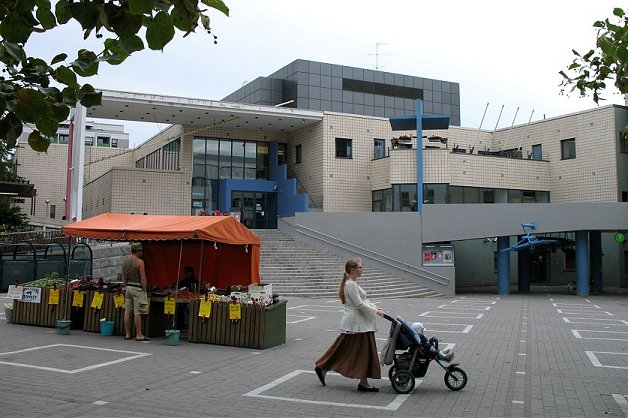
Kulturcentrum i Gamlas

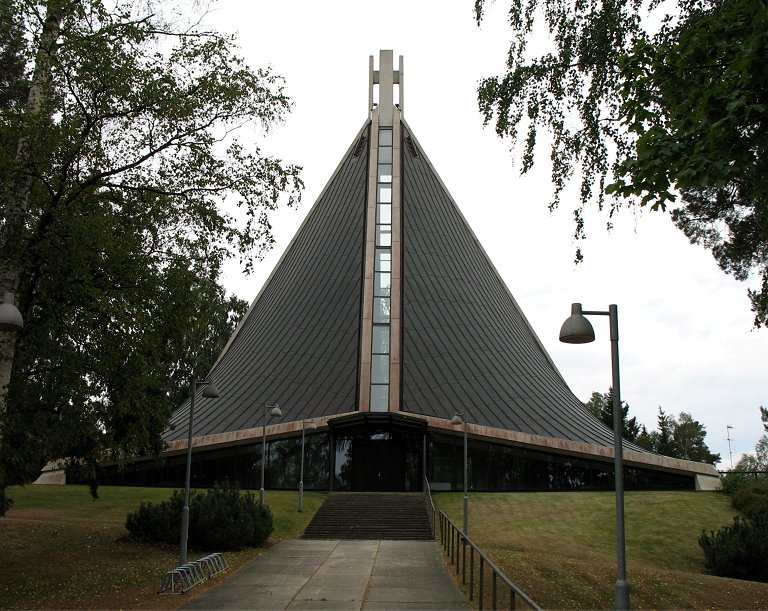
Gamlas kyrka